# Schlagmesser
Schlagmesser werden häufig in Maschinen eingesetzt um unterschiedlichste Materialien zu zerkleinern. Weiterhin wird der Begriff Schlagmesser auch für einige handgeführte Werkzeuge genutzt.

## Maschinenbetriebene Schlagmesser
Maschinenbetriebene Schlagmesser finden sich unter anderem in elektrischen Kaffeemühlen, in Standmixern, in professionellen Brotschneidemaschinen, an Motorsensen und in Hackern für diverse Stoffe eingesetzt. Bei Schlagmessern in oder an Maschinen ist besonders auf die Sicherheit der Handhabung zu achten.

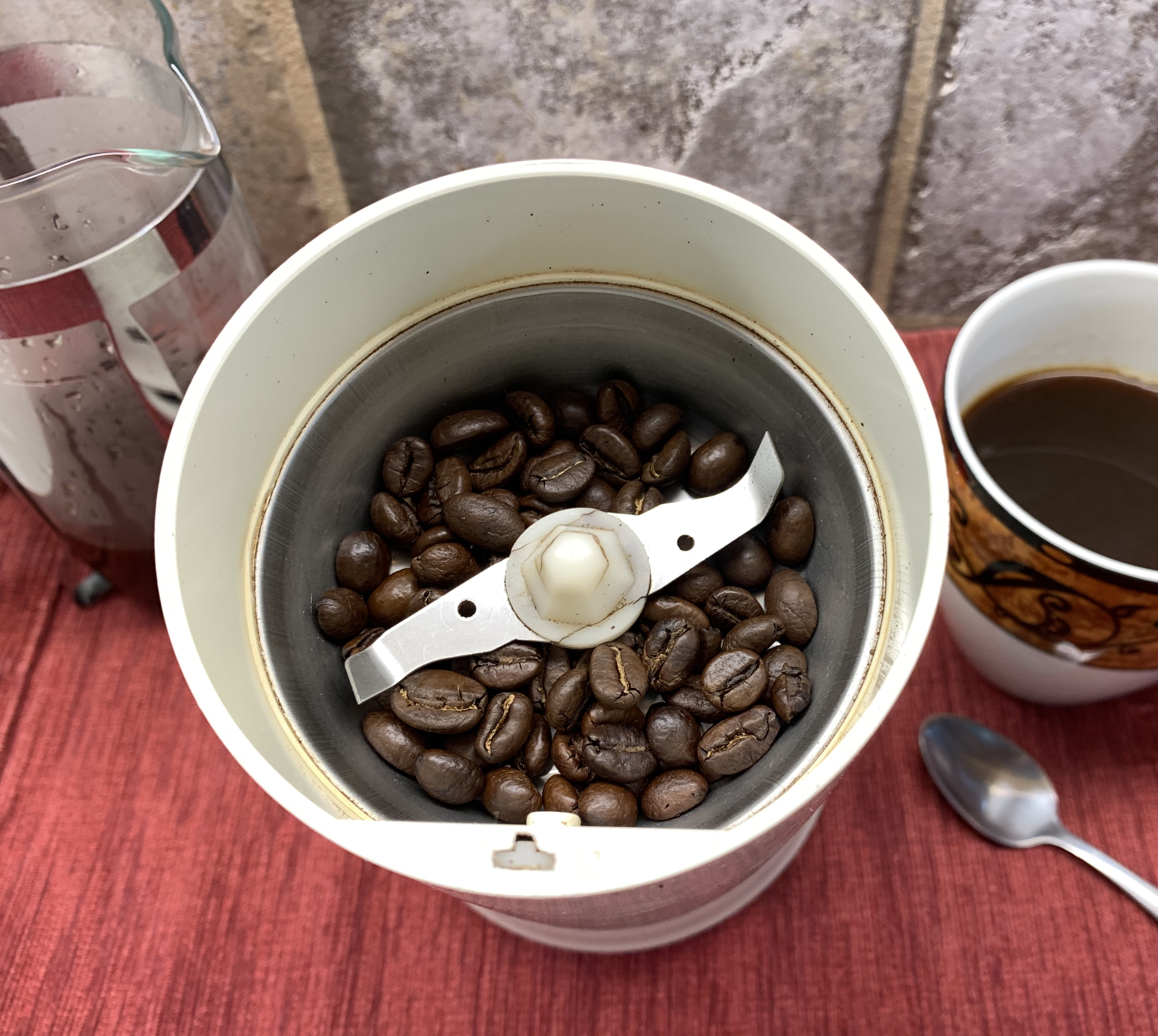
Schlagmesser in einer Kaffeemühle
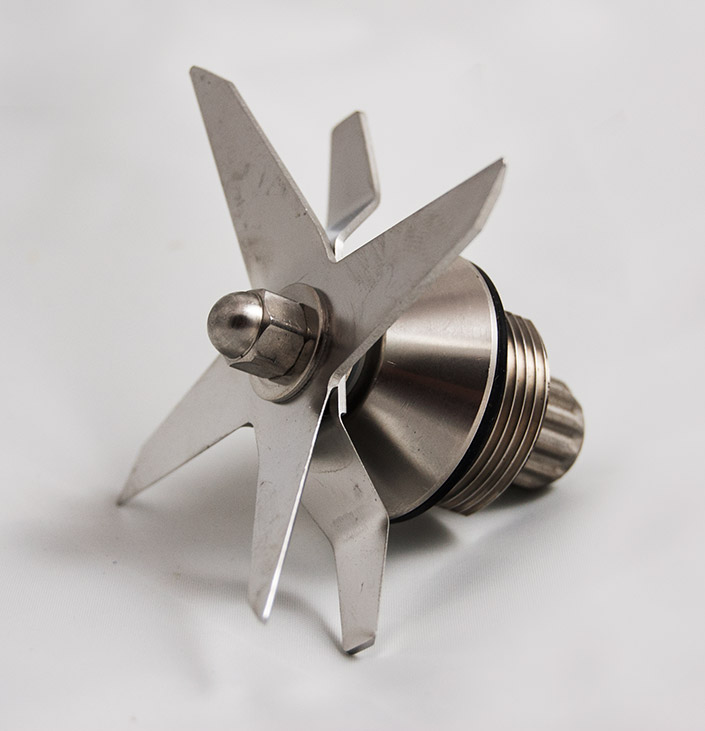
Schlagmesser in einem Standmixer
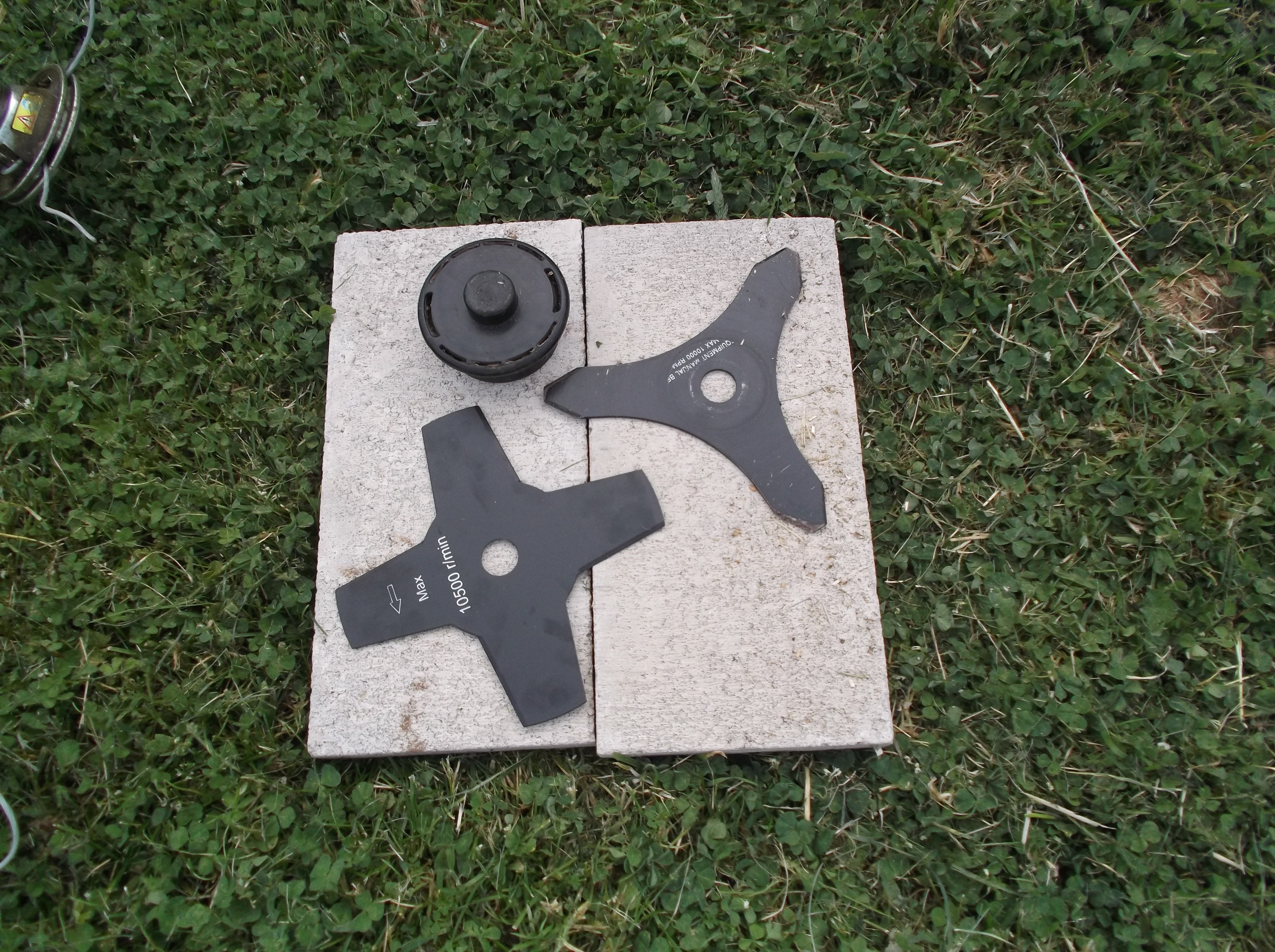
Schlagmesser für Motorsensen
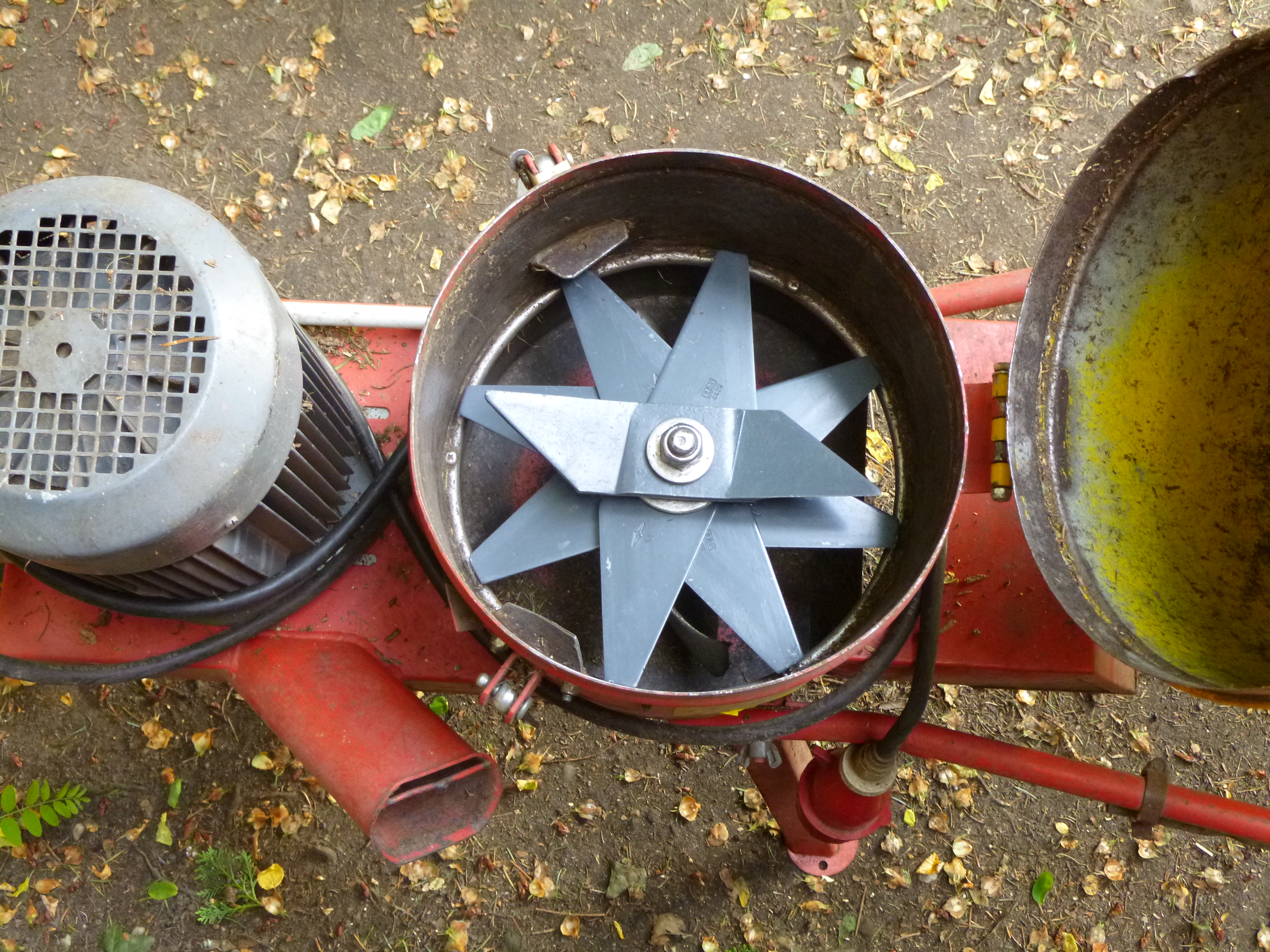
Schlagmesser in einem Gartenhäcksler
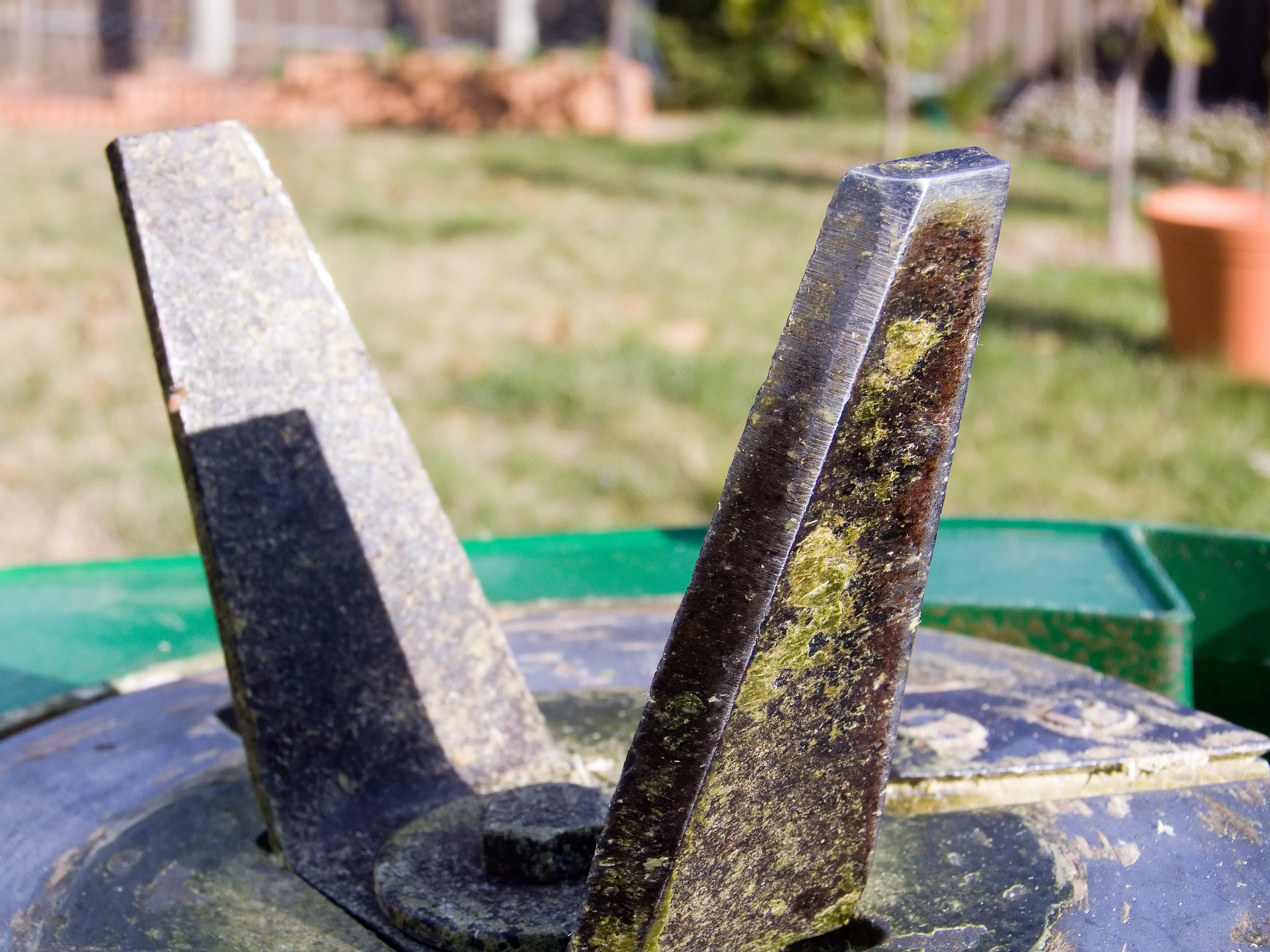
Schlagmesser zur Holzzerkleinerung

## Handgeführte Schlagmesser
Bei handgeführten Schlagmessern handelt es sich um Messer, deren Eigengewicht beim Schlag das Eindringen in das Schnittgut unterstützen. Teilweise sind es an der Schneide glatt geschliffenes beilartiges Messer, das sich durch einen besonders robusten Aufbau und eine ebene Stirnseite kennzeichnet. Dem Benutzer wird dadurch die Möglichkeit eröffnet, durch Schläge gegen den Messerrücken tiefer in den zu bearbeitenden Werkstoff einzudringen. Im Küchenbereich werden Schlagmesser unterschiedlicher Größe und Ausführung verwendet um Lebensmittel zu zerkleinern. Schlagmesser wurden auch in der Telekommunikationsbranche eingesetzt, um Kabel, die mit metallischen Werkstoffen ummantelt sind (Stahlwellenblech, Bleiblech), sicher und ohne Beschädigung der Adern zu öffnen. Seit dem Aufkommen von mit Kunststoff ummantelten Kabeln in den 1980er Jahren ist die Bedeutung des Schlagmessers gesunken, lediglich für Reparaturarbeiten an bereits vorhandenen Netzstrecken ist dessen Einsatz noch heute (2012) ratsam. Andere Werkzeuge sind zwar ebenfalls mehr oder minder geeignet, jedoch besteht die Gefahr, mit ungeeignetem Werkzeug Kabeladern zu schädigen.